# Castelo de Pelegrina
O Castelo de Pelegrina (em castelhano: Castillo de Pelegrina) é um castelo localizado em Siguença, na Espanha. Foi declarado Bem de Interesse Cultural em 1949.